# Boljari
Boljar ili bojar (bugarski: боляр, болярин, grčki: βογιάρος, rumunjski: boier, ruski: боя́рин) bio je pripadnik najvišega sloja feudalnih bugarskih, ruskih, srpskih, vlaških, moldavskih i kasnije rumunjskih i baltičkih (današnja Litva, Latvija i Estonija) aristokracija. Boljari su se u feudalnome sustavu tih država nalazili odmah ispod knezova, a kod bugarskih država gdje nije bilo knezova, ispod cara. Boljari su postojali od 10. do 17. stoljeća. U Rusiji, Rumunjskoj, Finskoj, Litvi i Latviji od titule boljara nastala su prezimena Pajari i Bajāri.

## Etimologija
Titula Boila bila je prethodnik ili stari oblik titule boljara. Titulu Boila nosili su neki bulgarski aristokrati (uglavnom regionalni guverneri i plemićki ratnici) Prvoga Bugarskoga Carstva. Oblik te titule u množini, boljare, pronađen je u bulgarskima natpisima. Izraz boljare prisutan je u bizantskim dokumentima pisanih na grčkom kao boilades i boliades. Učenjaci i jezikoslovci predložili su više teorija o izvođenju te riječi, poput korijena u starim turkijskim jezicima: bai („plemenit, bogat”; usporedi s „bay”) + är („čovjek, ljudi”).

## Boljari u Rusiji
Za vrijeme Kijevske Rusi boljari su imali veliku moć jer su pružali vojnu podršku kijevskome knezu. Moć i prestiž mnogih boljara ovisio je o njihovoj službi prema državi, povijesti službe obitelji, a u manjoj mjeri o posjedu. Boljari su kroz državno vijeće Boljarsku dumu savjetovali kneza. Za svoje usluge dobivali su ogromne posjede. Kao članovi Boljarske dume bili su i glavni zakonodavci Kijevske Rusi.
Nakon mongolske invazije u 13. stoljeću, boljari iz dijelova Kijevske Rusi postali su pripadnici poljskoga i litavskoga plemstva. U 14. i 15. stoljeću mnogi su boljari, koji nisu dobili plemićki status, aktivno sudjelovali u stvaranju kozačke vojne organizacije na južnim rubovima Poljsko-Litavske Unije. Neki boljari nisu mogli prihvatiti Poljsko-Litavsku Uniju, pa su se preselili u Veliku Kneževinu Moskvu gdje su zadržali visoke položaje.
U Velikoj Kneževini Moskvi boljari su zadržali moć i utjecaj. Kako je veliki knez Moskve postajao moćniji tako se smanjivala moć boljara. To se posebno dogodilo za vrijeme vladavine Ivana III. i Ivana Groznoga. Ivan Grozni izrazito je smanjio vlast boljara. Ukinuo je staro pravo boljara kojime su imali pravo napustiti jednoga kneza i postati vazali drugoga kneza.
Broj članova Boljarske dume u 17. stoljeću porastao je s 30 članova na 100. Petar Veliki 1711. je godine ukinuo Boljarsku dumu prilikom svoje velike reforme vlasti i administracije.

## Boljari u Bugarskoj
Pripadnici plemstva tijekom Prvoga Bugarskoga Carstva zvali su se boila, a tijekom Drugoga Bugarskoga Carstva boljar ili boljarin. Titula je bila nasljedna. Boljari su se dijelili na velike i male boljare.

## Boljari u Srbiji
Riječi bojar, bojarin, boljar u srpski su jezik ušle preko Bugarske. Sveti Sava u životopisu svoga oca navodi srpske boljare koje s njegovom braćom i svećenicima idu u susret relikvijama Stefana Nemanje, a Stefan Nemanjić, opisujući Nemanjin zbor protiv heretika, spominje starce i velmože.

## Boljari u Vlaškoj i Moldaviji
U području Karpata nastanjenoga Rumunjima klasa boljara nastala je iz seoskih zajednica u ranome srednjemu vijeku. U početku su bili birani, a kasnije su bili nasljedni. Imali su sudsku i administrativnu ulogu. Postupno je došlo do raslojavanja na velike i male boljare. Od 15. stoljeća postali su najznačajniji politički faktor u Vlaškoj i Moldaviji. U Transilvaniji ih nije bilo, jer su ih Mađari uglavnom asimilirali u mađarsko plemstvo ili su izgubili status. U pojedinim vremenima boljari bi povećali svoje privilegije. Imali bi apsolutnu kontrolu nad stanovnicima svoga područja i nisu bili obavezni plaćati porez. Boljari bi se često udruživali u moćne skupine u pokušaju svrgavanja kneževa.
U 17. i 18. stoljeću rumunjski su boljari prihvatili grčku kulturu i način života. U tome su razdoblju bogati ljudi mogli kupiti položaj boljara od kneza jer su boljari imali značajne političke funkcije. U 19. stoljeću mnogi se boljari počinju zalagati za promjene i modernizaciju. Mnogi od njih su sudjelovali u procesu rumunjskog narodnog preporoda čiji je vrhunac bio ujedinjenje Vlaške i Moldavije u Ujedinjena Kneževstva 1859. godine. U novostvorenoj državi boljari su bili značajan faktor. Mnoge njihove privilegije bile su postupno ukidane, ali su posjedovali najviše zemlje. Došlo je do seljačkih buna protiv njih, a poslije Prvoga svjetskoga rata izvršena je agrarna reforma kojom je boljarima oduzeta zemlja.

## Vanjske poveznice
- Boljar Hrvatska enciklopedija
- Бояре, Enciklopedijski rječnik Brockhausa i Efrona
- Бояре, Velika sovjetska enciklopedija
- БОЯ́РЕ  Arhivirana inačica izvorne stranice od 4. studenoga 2019. (Wayback Machine), Velika ruska enciklopedija
- Boyar, Encyclopædia Britannica
- Boyars, Encyclopedia of Ukraine